# Weiße Moschee

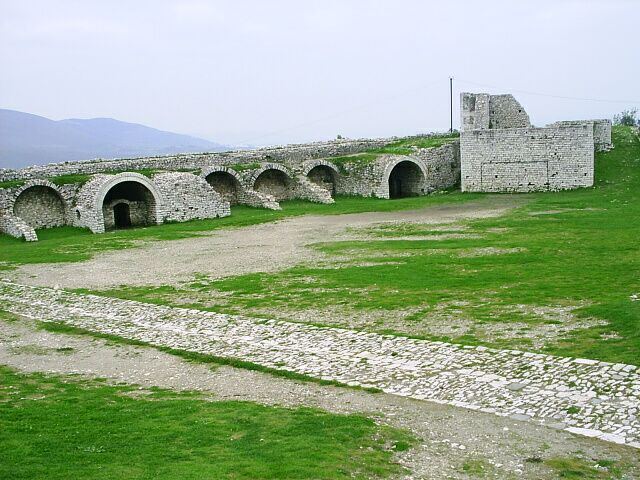
Die Reste der Moschee (rechts), später als Fußballtor genutzt

Die Weiße Moschee (albanisch Xhamia e Bardhë) ist eine zerstörte Moschee in der Burg von Berat, Albanien. Sie liegt in der äußeren Zitadelle der bewohnten Burg etwa am höchsten Punkt des Burgbergs.
Machiel Kiel geht davon aus, dass es sich um die von Evliya Çelebi erwähnte Moschee von Bayezid II. aus dem 16. Jahrhundert – nicht zu verwechseln mit der gelegentlich ebenfalls als Moschee von Bayezid II. bezeichneten Königsmoschee unterhalb des Burgbergs – oder einen Nachfolgebau handelt. Die Bauweise spreche aber eher für 18. oder frühes 19. Jahrhundert. Von der kleinen, ungefähr quadratischen Moschee sind noch rund einen Meter hohe Grundmauern übrig und die Basis des Minaretts, etwas mehr als zwei Meter hoch. Sie wurde aus weißem Kalkstein errichtet.
Die Moschee wurde im 19. Jahrhundert zerstört, als die Osmanen sich infolge von Aufständen gegen die Tanzimat-Erlasse aus der Burg zurückzogen und die Festung zurückbauten.
Die Weiße Mosche wurde im Jahre 1961 unter Enver Hoxha zum Kulturdenkmal erklärt.